# Interlands IJslands voetbalelftal 2020-2029
Deze pagina toont een chronologisch en gedetailleerd overzicht van de interlands die het IJslands voetbalelftal speelt en heeft gespeeld in de periode 2020 – 2029.

## Interlands

### 2020
|                                                                         |        |                           |         |                                                                                           |
| 15 januari Vriendschappelijk № 490 «onderlinge duels» 16:00 uur (UTC−8) | Canada | 0 – 1                     | IJsland | Championship Soccer Stadium, Irvine Toeschouwers: 20 Scheidsrechter: Rubiel Vazquez (USA) |
| 15 januari Vriendschappelijk № 490 «onderlinge duels» 16:00 uur (UTC−8) |        | 21' Hólmar Örn Eyjólfsson |         | Championship Soccer Stadium, Irvine Toeschouwers: 20 Scheidsrechter: Rubiel Vazquez (USA) |

|                                                                         |             |                         |         |                                                                                               |
| 19 januari Vriendschappelijk № 491 «onderlinge duels» 16:00 uur (UTC−8) | El Salvador | 0 – 1                   | IJsland | Dignity Health Sports Park, Carson Toeschouwers: 500 Scheidsrechter: Alejandro Mariscal (USA) |
| 19 januari Vriendschappelijk № 491 «onderlinge duels» 16:00 uur (UTC−8) |             | 65' Kjartan Finnbogason |         | Dignity Health Sports Park, Carson Toeschouwers: 500 Scheidsrechter: Alejandro Mariscal (USA) |

|                                                                                   |         |                              |          |                                                                                   |
| 5 september UEFA Nations League Groep A2 № 492 «onderlinge duels» 16:00 uur (UTC) | IJsland | 0 – 1                        | Engeland | Laugardalsvöllur, Reykjavik Toeschouwers: 0 Scheidsrechter: Srđan Jovanović (SRB) |
| 5 september UEFA Nations League Groep A2 № 492 «onderlinge duels» 16:00 uur (UTC) |         | 90+2' (pen.) Raheem Sterling |          | Laugardalsvöllur, Reykjavik Toeschouwers: 0 Scheidsrechter: Srđan Jovanović (SRB) |

|                                                                                     |                                                                                           |       |                          |                                                                                         |
| 8 september UEFA Nations League Groep A2 № 493 «onderlinge duels» 20:45 uur (UTC+2) | België                                                                                    | 5 – 1 | IJsland                  | Koning Boudewijnstadion, Brussel Toeschouwers: 0 Scheidsrechter: Paweł Raczkowski (POL) |
| 8 september UEFA Nations League Groep A2 № 493 «onderlinge duels» 20:45 uur (UTC+2) | Axel Witsel 13' Michy Batshuayi 17' Dries Mertens 50' Michy Batshuayi 69' Jérémy Doku 80' |       | 11' Hólmbert Friðjónsson | Koning Boudewijnstadion, Brussel Toeschouwers: 0 Scheidsrechter: Paweł Raczkowski (POL) |

|                                                                             |                                           |       |                            |                                                                                  |
| 8 oktober EK-kwalificatie Play-off № 494 «onderlinge duels» 18:45 uur (UTC) | IJsland                                   | 2 – 1 | Roemenië                   | Laugardalsvöllur, Reykjavik Toeschouwers: 60 Scheidsrechter: Damir Skomina (SVN) |
| 8 oktober EK-kwalificatie Play-off № 494 «onderlinge duels» 18:45 uur (UTC) | Gylfi Sigurðsson 16' Gylfi Sigurðsson 35' |       | 63' (pen.) Alexandru Maxim | Laugardalsvöllur, Reykjavik Toeschouwers: 60 Scheidsrechter: Damir Skomina (SVN) |

|                                                                                  |         |                                                                         |            |                                                                                  |
| 11 oktober UEFA Nations League Groep A2 № 495 «onderlinge duels» 18:45 uur (UTC) | IJsland | 0 – 3                                                                   | Denemarken | Laugardalsvöllur, Reykjavik Toeschouwers: 60 Scheidsrechter: Bojan Pandžić (SWE) |
| 11 oktober UEFA Nations League Groep A2 № 495 «onderlinge duels» 18:45 uur (UTC) |         | 45' (e.d.) Rúnar Már Sigurjónsson 46' Christian Eriksen 61' Robert Skov |            | Laugardalsvöllur, Reykjavik Toeschouwers: 60 Scheidsrechter: Bojan Pandžić (SWE) |

|                                                                                  |                          |       |                                           |                                                                                     |
| 14 oktober UEFA Nations League Groep A2 № 496 «onderlinge duels» 18:45 uur (UTC) | IJsland                  | 1 – 2 | België                                    | Laugardalsvöllur, Reykjavik Toeschouwers: 60 Scheidsrechter: Andris Treimanis (LVA) |
| 14 oktober UEFA Nations League Groep A2 № 496 «onderlinge duels» 18:45 uur (UTC) | Birkir Már Sævarsson 17' |       | 9' Romelu Lukaku 38' (pen.) Romelu Lukaku | Laugardalsvöllur, Reykjavik Toeschouwers: 60 Scheidsrechter: Andris Treimanis (LVA) |

|                                                                                        |                                        |       |                      |                                                                             |
| 12 november EK-kwalificatie Finale play-off № 497 «onderlinge duels» 20:45 uur (UTC+1) | Hongarije                              | 2 – 1 | IJsland              | Puskás Aréna, Boedapest Toeschouwers: 0 Scheidsrechter: Björn Kuipers (NED) |
| 12 november EK-kwalificatie Finale play-off № 497 «onderlinge duels» 20:45 uur (UTC+1) | Loïc Négo 88' Dominik Szoboszlai 90+2' |       | 11' Gylfi Sigurðsson | Puskás Aréna, Boedapest Toeschouwers: 0 Scheidsrechter: Björn Kuipers (NED) |

|                                                                                     |                                                             |       |                       |                                                                           |
| 15 november UEFA Nations League Groep A2 № 498 «onderlinge duels» 20:45 uur (UTC+1) | Denemarken                                                  | 2 – 1 | IJsland               | Parken, Kopenhagen Toeschouwers: 0 Scheidsrechter: Halil Umut Meler (TUR) |
| 15 november UEFA Nations League Groep A2 № 498 «onderlinge duels» 20:45 uur (UTC+1) | Christian Eriksen 12' (pen.) Christian Eriksen 90+2' (pen.) |       | 85' Viðar Kjartansson | Parken, Kopenhagen Toeschouwers: 0 Scheidsrechter: Halil Umut Meler (TUR) |

|                                                                                   |                                                               |       |         |                                                                               |
| 18 november UEFA Nations League Groep A2 № 499 «onderlinge duels» 19:45 uur (UTC) | Engeland                                                      | 4 – 0 | IJsland | Wembley Stadium, Londen Toeschouwers: 0 Scheidsrechter: Fábio Veríssimo (POR) |
| 18 november UEFA Nations League Groep A2 № 499 «onderlinge duels» 19:45 uur (UTC) | Declan Rice 20' Mason Mount 24' Phil Foden 80' Phil Foden 84' |       |         | Wembley Stadium, Londen Toeschouwers: 0 Scheidsrechter: Fábio Veríssimo (POR) |

### 2021
|                                                                             |                                                    |       |         |                                                                                           |
| 25 maart WK-kwalificatie Groep J № 500 «onderlinge duels» 20:45 uur (UTC+1) | Duitsland                                          | 3 – 0 | IJsland | Schauinsland-Reisen-Arena, Duisburg Toeschouwers: 0 Scheidsrechter: Srđan Jovanović (SRB) |
| 25 maart WK-kwalificatie Groep J № 500 «onderlinge duels» 20:45 uur (UTC+1) | Leon Goretzka 3' Kai Havertz 7' İlkay Gündoğan 56' |       |         | Schauinsland-Reisen-Arena, Duisburg Toeschouwers: 0 Scheidsrechter: Srđan Jovanović (SRB) |

|                                                                             |                                            |       |         | |
| 28 maart WK-kwalificatie Groep J № 501 «onderlinge duels» 20:00 uur (UTC+4) | Armenië                                    | 2 – 0 | IJsland | Republikeins Stadion Vazgen Sargsian, Jerevan Toeschouwers: 4.300 Scheidsrechter: Enea Jorgji (ALB) |
| 28 maart WK-kwalificatie Groep J № 501 «onderlinge duels» 20:00 uur (UTC+4) | Tigran Barseghjan 53' Choren Bajramjan 74' |       |         | Republikeins Stadion Vazgen Sargsian, Jerevan Toeschouwers: 4.300 Scheidsrechter: Enea Jorgji (ALB) |

|                                                                             |                 |       |                                                                                                 |                                                                                 |
| 31 maart WK-kwalificatie Groep J № 502 «onderlinge duels» 20:45 uur (UTC+2) | Liechtenstein   | 1 – 4 | IJsland                                                                                         | Rheinparkstadion, Vaduz Toeschouwers: 0 Scheidsrechter: Mohammed Al-Hakim (SWE) |
| 31 maart WK-kwalificatie Groep J № 502 «onderlinge duels» 20:45 uur (UTC+2) | Yanik Frick 79' |       | 12' Birkir Már Sævarsson 45+1' Birkir Bjarnason 77' Victor Pálsson 90+4' Rúnar Már Sigurjónsson | Rheinparkstadion, Vaduz Toeschouwers: 0 Scheidsrechter: Mohammed Al-Hakim (SWE) |

|                                                                 |                                       |       |                          |                                                                              |
| 29 mei Vriendschappelijk № 503 «onderlinge duels» 20:00 (UTC−5) | Mexico                                | 2 – 1 | IJsland                  | AT&T Stadium, Arlington Toeschouwers: 44.892 Scheidsrechter: Ted Unkel (USA) |
| 29 mei Vriendschappelijk № 503 «onderlinge duels» 20:00 (UTC−5) | Hirving Lozano 73' Hirving Lozano 78' |       | 14' (e.d.) Edson Álvarez | AT&T Stadium, Arlington Toeschouwers: 44.892 Scheidsrechter: Ted Unkel (USA) |

|                                                                     |         |                     |         |                                                                          |
| 4 juni Vriendschappelijk № 504 «onderlinge duels» 19:45 uur (UTC+1) | Faeröer | 0 – 1               | IJsland | Tórsvøllur, Tórshavn Toeschouwers: 0 Scheidsrechter: Kristo Tohver (EST) |
| 4 juni Vriendschappelijk № 504 «onderlinge duels» 19:45 uur (UTC+1) |         | 70' Mikael Anderson |         | Tórsvøllur, Tórshavn Toeschouwers: 0 Scheidsrechter: Kristo Tohver (EST) |

|                                                                     |                                         |       |                                                   |                                                                                 |
| 8 juni Vriendschappelijk № 505 «onderlinge duels» 18:00 uur (UTC+2) | Polen                                   | 2 – 2 | IJsland                                           | Stadion Miejski, Poznań Toeschouwers: 19.614 Scheidsrechter: Balázs Berke (HUN) |
| 8 juni Vriendschappelijk № 505 «onderlinge duels» 18:00 uur (UTC+2) | Piotr Zieliński 34' Karol Świderski 88' |       | 26' Albert Guðmundsson 47' Brynjar Ingi Bjarnason | Stadion Miejski, Poznań Toeschouwers: 19.614 Scheidsrechter: Balázs Berke (HUN) |

|                                                                              |         |                                    |          | |
| 2 september WK-kwalificatie Groep J № 506 «onderlinge duels» 18:45 uur (UTC) | IJsland | 0 – 2                              | Roemenië | Laugardalsvöllur, Reykjavik Toeschouwers: 1.961 Scheidsrechter: Aleksej Koelbakov (BLR) Video-assistent: Vitali Mesjkov (RUS) |
| 2 september WK-kwalificatie Groep J № 506 «onderlinge duels» 18:45 uur (UTC) |         | 47' Dennis Man 83' Nicolae Stanciu |          | Laugardalsvöllur, Reykjavik Toeschouwers: 1.961 Scheidsrechter: Aleksej Koelbakov (BLR) Video-assistent: Vitali Mesjkov (RUS) |

|                                                                              |                                                 |       |                                        | |
| 5 september WK-kwalificatie Groep J № 507 «onderlinge duels» 16:00 uur (UTC) | IJsland                                         | 2 – 2 | Noord-Macedonië                        | Laugardalsvöllur, Reykjavik Toeschouwers: 1.862 Scheidsrechter: Ivan Kružliak (SVK) Video-assistent: Paweł Raczkowski (POL) |
| 5 september WK-kwalificatie Groep J № 507 «onderlinge duels» 16:00 uur (UTC) | Brynjar Ingi Bjarnason 78' Andri Guðjohnsen 84' |       | 12' Darko Velkovski 54' Ezgjan Alioski | Laugardalsvöllur, Reykjavik Toeschouwers: 1.862 Scheidsrechter: Ivan Kružliak (SVK) Video-assistent: Paweł Raczkowski (POL) |

|                                                                              |         |                                                                    |           | |
| 8 september WK-kwalificatie Groep J № 508 «onderlinge duels» 18:45 uur (UTC) | IJsland | 0 – 4                                                              | Duitsland | Laugardalsvöllur, Reykjavik Toeschouwers: 3.505 Scheidsrechter: Andreas Ekberg (SWE) Video-assistent: Chris Kavanagh (ENG) |
| 8 september WK-kwalificatie Groep J № 508 «onderlinge duels» 18:45 uur (UTC) |         | 4' Serge Gnabry 24' Antonio Rüdiger 56' Leroy Sané 89' Timo Werner |           | Laugardalsvöllur, Reykjavik Toeschouwers: 3.505 Scheidsrechter: Andreas Ekberg (SWE) Video-assistent: Chris Kavanagh (ENG) |

|                                                                            |                               |       |                       | |
| 8 oktober WK-kwalificatie Groep J № 509 «onderlinge duels» 18:45 uur (UTC) | IJsland                       | 1 – 1 | Armenië               | Laugardalsvöllur, Reykjavik Toeschouwers: 1.697 Scheidsrechter: Nikola Dabanović (MNE) Video-assistent: Kevin Blom (NED) |
| 8 oktober WK-kwalificatie Groep J № 509 «onderlinge duels» 18:45 uur (UTC) | Ísak Bergmann Jóhannesson 77' |       | 35' Kamo Hovhannisjan | Laugardalsvöllur, Reykjavik Toeschouwers: 1.697 Scheidsrechter: Nikola Dabanović (MNE) Video-assistent: Kevin Blom (NED) |

|                                                                             | |       |               | |
| 11 oktober WK-kwalificatie Groep J № 510 «onderlinge duels» 18:45 uur (UTC) | IJsland                                                                                               | 4 – 0 | Liechtenstein | Laugardalsvöllur, Reykjavik Toeschouwers: 4.461 Scheidsrechter: Ioannis Papadopoulos (GRE) Video-assistent: Aristotelis Diamantopoulos (GRE) |
| 11 oktober WK-kwalificatie Groep J № 510 «onderlinge duels» 18:45 uur (UTC) | Stefán Þórðarson 19' Albert Guðmundsson 35' (pen.) Albert Guðmundsson 79' (pen.) Andri Guðjohnsen 89' |       |               | Laugardalsvöllur, Reykjavik Toeschouwers: 4.461 Scheidsrechter: Ioannis Papadopoulos (GRE) Video-assistent: Aristotelis Diamantopoulos (GRE) |

|                                                                                |          |       |         | |
| 11 november WK-kwalificatie Groep J № 511 «onderlinge duels» 21:45 uur (UTC+2) | Roemenië | 0 – 0 | IJsland | Stadionul Steaua, Boekarest Toeschouwers: 0 Scheidsrechter: Sergej Karasjov (RUS) Video-assistent: Vitali Mesjkov (RUS) |
| 11 november WK-kwalificatie Groep J № 511 «onderlinge duels» 21:45 uur (UTC+2) |          |       |         | Stadionul Steaua, Boekarest Toeschouwers: 0 Scheidsrechter: Sergej Karasjov (RUS) Video-assistent: Vitali Mesjkov (RUS) |

|                                                                                |                                                   |       |                      | |
| 14 november WK-kwalificatie Groep J № 512 «onderlinge duels» 18:00 uur (UTC+1) | Noord-Macedonië                                   | 3 – 1 | IJsland              | Toše Proeskiarena, Skopje Toeschouwers: 15.986 Scheidsrechter: Davide Massa (ITA) Video-assistent: Sandro Schärer (SUI) |
| 14 november WK-kwalificatie Groep J № 512 «onderlinge duels» 18:00 uur (UTC+1) | Ezgjan Alioski 7' Eljif Elmas 65' Eljif Elmas 86' |       | 54' Jón Þorsteinsson | Toše Proeskiarena, Skopje Toeschouwers: 15.986 Scheidsrechter: Davide Massa (ITA) Video-assistent: Sandro Schärer (SUI) |

### 2022
|                                                                         |                        |       |                          |                                                                                       |
| 12 januari Vriendschappelijk № 513 «onderlinge duels» 17:00 uur (UTC+3) | IJsland                | 1 – 1 | Oeganda                  | Belek Futbol Sahası, Kadriye Toeschouwers: 0 Scheidsrechter: Yaşar Kemal Uğurlu (TUR) |
| 12 januari Vriendschappelijk № 513 «onderlinge duels» 17:00 uur (UTC+3) | Jón Daði Böðvarsson 6' |       | 31' (pen.) Patrick Kaddu | Belek Futbol Sahası, Kadriye Toeschouwers: 0 Scheidsrechter: Yaşar Kemal Uğurlu (TUR) |

|                                                                         |                            |       |                                                                                        |                                                                               |
| 15 januari Vriendschappelijk № 514 «onderlinge duels» 14:00 uur (UTC+3) | IJsland                    | 1 – 5 | Zuid-Korea                                                                             | Sportcomplex Mardan, Aksu Toeschouwers: 0 Scheidsrechter: Ali Palabıyık (TUR) |
| 15 januari Vriendschappelijk № 514 «onderlinge duels» 14:00 uur (UTC+3) | Sveinn Aron Guðjohnsen 54' |       | 15' Cho Gue-sung 27' Kwon Chang-hoon 29' Paik Seung-ho 75' Kim Jin-kyu 85' Eom Ji-sung | Sportcomplex Mardan, Aksu Toeschouwers: 0 Scheidsrechter: Ali Palabıyık (TUR) |

|                                                                       |                 |       |                      |                                                                                            |
| 26 maart Vriendschappelijk № 515 «onderlinge duels» 17:00 uur (UTC+1) | Finland         | 1 – 1 | IJsland              | Estadio Enrique Roca de Murcia, Murcia Toeschouwers: onb. Scheidsrechter: Fedayi San (SUI) |
| 26 maart Vriendschappelijk № 515 «onderlinge duels» 17:00 uur (UTC+1) | Teemu Pukki 12' |       | 38' Birkir Bjarnason | Estadio Enrique Roca de Murcia, Murcia Toeschouwers: onb. Scheidsrechter: Fedayi San (SUI) |

|                                                                       |                                                                                                |       |         |                                                                                                 |
| 29 maart Vriendschappelijk № 516 «onderlinge duels» 20:45 uur (UTC+2) | Spanje                                                                                         | 5 – 0 | IJsland | Estadio Municipal de Riazor, A Coruña Toeschouwers: 28.117 Scheidsrechter: Horațiu Feșnic (ROU) |
| 29 maart Vriendschappelijk № 516 «onderlinge duels» 20:45 uur (UTC+2) | Álvaro Morata 37' Álvaro Morata 40' (pen.) Yeremi Pino 47' Pablo Sarabia 61' Pablo Sarabia 73' |       |         | Estadio Municipal de Riazor, A Coruña Toeschouwers: 28.117 Scheidsrechter: Horațiu Feșnic (ROU) |

|                                                                                |                                  |       |                                                | |
| 2 juni UEFA Nations League Groep B2 № 517 «onderlinge duels» 21:45 uur (UTC+3) | Israël                           | 2 – 2 | IJsland                                        | Sammy Oferstadion, Haifa Toeschouwers: 13.150 Scheidsrechter: Andris Treimanis (LVA) Video-assistent: Jeroen Manschot (NED) |
| 2 juni UEFA Nations League Groep B2 № 517 «onderlinge duels» 21:45 uur (UTC+3) | Liel Abada 25' Shon Weissman 84' |       | 42' Þórir Jóhann Helgason 53' Arnór Sigurðsson | Sammy Oferstadion, Haifa Toeschouwers: 13.150 Scheidsrechter: Andris Treimanis (LVA) Video-assistent: Jeroen Manschot (NED) |

|                                                                              |                      |       |                    | |
| 6 juni UEFA Nations League Groep B2 № 518 «onderlinge duels» 18:45 uur (UTC) | IJsland              | 1 – 1 | Albanië            | Laugardalsvöllur, Reykjavik Toeschouwers: 4.033 Scheidsrechter: Craig Pawson (ENG) Video-assistent: Peter Bankes (ENG) |
| 6 juni UEFA Nations League Groep B2 № 518 «onderlinge duels» 18:45 uur (UTC) | Jón Þorsteinsson 49' |       | 30' Taulant Seferi | Laugardalsvöllur, Reykjavik Toeschouwers: 4.033 Scheidsrechter: Craig Pawson (ENG) Video-assistent: Peter Bankes (ENG) |

|                                                                     |            |                          |         |                                                                                    |
| 9 juni Vriendschappelijk № 519 «onderlinge duels» 20:45 uur (UTC+2) | San Marino | 0 – 1                    | IJsland | Stadio Olimpico, Serravalle Toeschouwers: 293 Scheidsrechter: Michael Fabbri (ITA) |
| 9 juni Vriendschappelijk № 519 «onderlinge duels» 20:45 uur (UTC+2) |            | 11' Aron Elís Þrándarson |         | Stadio Olimpico, Serravalle Toeschouwers: 293 Scheidsrechter: Michael Fabbri (ITA) |

|                                                |         |             |         |                   |
| 10 juni UEFA Nations League «onderlinge duels» | Rusland | Geannuleerd | IJsland | VTB Arena, Moskou |
| 10 juni UEFA Nations League «onderlinge duels» |         |             |         | VTB Arena, Moskou |

|                                                                               |                                               |       |                                             | |
| 13 juni UEFA Nations League Groep B2 № 520 «onderlinge duels» 18:45 uur (UTC) | IJsland                                       | 2 – 2 | Israël                                      | Laugardalsvöllur, Reykjavik Toeschouwers: 2.778 Scheidsrechter: Duje Strukan (CRO) Video-assistent: Novak Simović (SRB) |
| 13 juni UEFA Nations League Groep B2 № 520 «onderlinge duels» 18:45 uur (UTC) | Jón Þorsteinsson 9' Þórir Jóhann Helgason 60' |       | 35' (e.d.) Daníel Grétarsson 67' Dor Peretz | Laugardalsvöllur, Reykjavik Toeschouwers: 2.778 Scheidsrechter: Duje Strukan (CRO) Video-assistent: Novak Simović (SRB) |

|                                                                           |           |                                      |         |                                                                                                 |
| 22 september Vriendschappelijk № 521 «onderlinge duels» 18:00 uur (UTC+2) | Venezuela | 0 – 1                                | IJsland | motion_invest Arena, Maria Enzersdorf Toeschouwers: 50 Scheidsrechter: Sebastian Gishamer (AUT) |
| 22 september Vriendschappelijk № 521 «onderlinge duels» 18:00 uur (UTC+2) |           | 87' (pen.) Ísak Bergmann Jóhannesson |         | motion_invest Arena, Maria Enzersdorf Toeschouwers: 50 Scheidsrechter: Sebastian Gishamer (AUT) |

|                                                     |         |             |         |                             |
| 24 september UEFA Nations League «onderlinge duels» | IJsland | Geannuleerd | Rusland | Laugardalsvöllur, Reykjavik |
| 24 september UEFA Nations League «onderlinge duels» |         |             |         | Laugardalsvöllur, Reykjavik |

|                                                                                      |                   |       |                       | |
| 27 september UEFA Nations League Groep B2 № 522 «onderlinge duels» 20:45 uur (UTC+2) | Albanië           | 1 – 1 | IJsland               | Air Albaniastadion, Tirana Toeschouwers: 8.800 Scheidsrechter: Ricardo de Burgos Bengoetxea (ESP) Video-assistent: Guillermo Cuadra Fernández (ESP) |
| 27 september UEFA Nations League Groep B2 № 522 «onderlinge duels» 20:45 uur (UTC+2) | Ermir Lenjani 38' |       | 90+7' Mikael Anderson | Air Albaniastadion, Tirana Toeschouwers: 8.800 Scheidsrechter: Ricardo de Burgos Bengoetxea (ESP) Video-assistent: Guillermo Cuadra Fernández (ESP) |

|                                                                         |                     |       |         |                                                                                               |
| 6 november Vriendschappelijk № 523 «onderlinge duels» 16:00 uur (UTC+4) | Saoedi-Arabië       | 1 – 0 | IJsland | Mohammed Bin Zayidstadion, Abu Dhabi Toeschouwers: 0 Scheidsrechter: Ahmed Eisa Darwish (VAE) |
| 6 november Vriendschappelijk № 523 «onderlinge duels» 16:00 uur (UTC+4) | Saud Abdulhamid 26' |       |         | Mohammed Bin Zayidstadion, Abu Dhabi Toeschouwers: 0 Scheidsrechter: Ahmed Eisa Darwish (VAE) |

|                                                                          |                  |       |         |                                                                                  |
| 11 november Vriendschappelijk № 524 «onderlinge duels» 20:00 uur (UTC+9) | Zuid-Korea       | 1 – 0 | IJsland | Hwaseongstadion, Hwaseong Toeschouwers: 15.274 Scheidsrechter: Jumpei Iida (JPN) |
| 11 november Vriendschappelijk № 524 «onderlinge duels» 20:00 uur (UTC+9) | Song Min-kyu 33' |       |         | Hwaseongstadion, Hwaseong Toeschouwers: 15.274 Scheidsrechter: Jumpei Iida (JPN) |

|                                                                                     | |       | | |
| 16 november Baltische Beker Halve finale № 525 «onderlinge duels» 19:00 uur (UTC+2) | Litouwen | 0 – 0 | IJsland | S. Dariaus- en S. Girėnostadion, Kaunas Toeschouwers: 5.934 Scheidsrechter: Andris Treimanis (LVA) |
| 16 november Baltische Beker Halve finale № 525 «onderlinge duels» 19:00 uur (UTC+2) | |       | | S. Dariaus- en S. Girėnostadion, Kaunas Toeschouwers: 5.934 Scheidsrechter: Andris Treimanis (LVA) |
| 16 november Baltische Beker Halve finale № 525 «onderlinge duels» 19:00 uur (UTC+2) | Strafschoppen                                                                                                 |       | | S. Dariaus- en S. Girėnostadion, Kaunas Toeschouwers: 5.934 Scheidsrechter: Andris Treimanis (LVA) |
| 16 november Baltische Beker Halve finale № 525 «onderlinge duels» 19:00 uur (UTC+2) | Edvinas Girdvainis Gvidas Gineitis Arvydas Novikovas Paulius Golubickas Rolandas Baravykas Natanas Žebrauskas | 5 – 6 | Andri Guðjohnsen Stefán Þórðarson Arnór Sigurðsson Mikael Anderson Sverrir Ingi Ingason Aron Elís Þrándarson | S. Dariaus- en S. Girėnostadion, Kaunas Toeschouwers: 5.934 Scheidsrechter: Andris Treimanis (LVA) |

|                                                                               | |       | |                                                                               |
| 19 november Baltische Beker Finale № 526 «onderlinge duels» 16:00 uur (UTC+2) | Letland | 1 – 1 | IJsland | Daugavastadion, Riga Toeschouwers: 997 Scheidsrechter: Joonas Jaanovits (EST) |
| 19 november Baltische Beker Finale № 526 «onderlinge duels» 16:00 uur (UTC+2) | Andrejs Cigaņiks 67' |       | 59' Ísak Bergmann Jóhannesson | Daugavastadion, Riga Toeschouwers: 997 Scheidsrechter: Joonas Jaanovits (EST) |
| 19 november Baltische Beker Finale № 526 «onderlinge duels» 16:00 uur (UTC+2) | Strafschoppen |       | | Daugavastadion, Riga Toeschouwers: 997 Scheidsrechter: Joonas Jaanovits (EST) |
| 19 november Baltische Beker Finale № 526 «onderlinge duels» 16:00 uur (UTC+2) | Jānis Ikaunieks Artūrs Zjuzins Dāvis Ikaunieks Alvis Jaunzems Elvis Stuglis Vladislavs Sorokins Andrejs Cigaņiks Antonijs Černomordijs | 7 – 8 | Ísak Bergmann Jóhannesson Sveinn Aron Guðjohnsen Þórir Jóhann Helgason Arnór Sigurðsson Stefán Þórðarson Aron Elís Þrándarson Mikael Egill Ellertsson Daníel Grétarsson | Daugavastadion, Riga Toeschouwers: 997 Scheidsrechter: Joonas Jaanovits (EST) |

### 2023
|                                                                      |                               |       |                   |                                                                                   |
| 8 januari Vriendschappelijk № 527 «onderlinge duels» 17:00 uur (UTC) | IJsland                       | 1 – 1 | Estland           | Estádio da Nora, Albufeira Toeschouwers: 50 Scheidsrechter: Miguel Nogueira (POR) |
| 8 januari Vriendschappelijk № 527 «onderlinge duels» 17:00 uur (UTC) | Andri Guðjohnsen 90+1' (pen.) |       | 45' Sergei Zenjov | Estádio da Nora, Albufeira Toeschouwers: 50 Scheidsrechter: Miguel Nogueira (POR) |

|                                                                       |                                          |       |                            |                                                                             |
| 12 januari Vriendschappelijk № 528 «onderlinge duels» 18:00 uur (UTC) | Zweden                                   | 2 – 1 | IJsland                    | Estádio Algarve, Loulé Toeschouwers: 212 Scheidsrechter: Luís Godinho (POR) |
| 12 januari Vriendschappelijk № 528 «onderlinge duels» 18:00 uur (UTC) | Elias Andersson 85' Jacob Ondrejka 90+4' |       | 30' Sveinn Aron Guðjohnsen | Estádio Algarve, Loulé Toeschouwers: 212 Scheidsrechter: Luís Godinho (POR) |

|                                                                             |                                                |       |         | |
| 23 maart EK-kwalificatie Groep J № 529 «onderlinge duels» 20:45 uur (UTC+1) | Bosnië en Herz.                                | 3 – 0 | IJsland | Bilino Polje, Zenica Toeschouwers: 9.234 Scheidsrechter: Donatas Rumšas (LTU) Video-assistent: Paolo Valeri (ITA) |
| 23 maart EK-kwalificatie Groep J № 529 «onderlinge duels» 20:45 uur (UTC+1) | Rade Krunić 14' Rade Krunić 40' Amar Dedić 63' |       |         | Bilino Polje, Zenica Toeschouwers: 9.234 Scheidsrechter: Donatas Rumšas (LTU) Video-assistent: Paolo Valeri (ITA) |

|                                                                             |               | |         | |
| 26 maart EK-kwalificatie Groep J № 530 «onderlinge duels» 18:00 uur (UTC+2) | Liechtenstein | 0 – 7 | IJsland | Rheinparkstadion, Vaduz Toeschouwers: 1.692 Scheidsrechter: Jakob Kehlet (DEN) Video-assistent: Paweł Pskit (POL) |
| 26 maart EK-kwalificatie Groep J № 530 «onderlinge duels» 18:00 uur (UTC+2) |               | 3' Davíð Kristján Ólafsson 38' Hákon Haraldsson 48' Aron Gunnarsson 68' Aron Gunnarsson 73' (pen.) Aron Gunnarsson 85' Andri Guðjohnsen 87' Mikael Egill Ellertsson |         | Rheinparkstadion, Vaduz Toeschouwers: 1.692 Scheidsrechter: Jakob Kehlet (DEN) Video-assistent: Paweł Pskit (POL) |

|                                                                          |                               |       |                                  | |
| 17 juni EK-kwalificatie Groep J № 531 «onderlinge duels» 18:45 uur (UTC) | IJsland                       | 1 – 2 | Slowakije                        | Laugardalsvöllur, Reykjavik Toeschouwers: 7.555 Scheidsrechter: Donald Robertson (SCO) Video-assistent: Chris Kavanagh (ENG) |
| 17 juni EK-kwalificatie Groep J № 531 «onderlinge duels» 18:45 uur (UTC) | Alfreð Finnbogason 41' (pen.) |       | 27' Juraj Kucka 70' Tomáš Suslov | Laugardalsvöllur, Reykjavik Toeschouwers: 7.555 Scheidsrechter: Donald Robertson (SCO) Video-assistent: Chris Kavanagh (ENG) |

|                                                                          |         |                       |          | |
| 20 juni EK-kwalificatie Groep J № 532 «onderlinge duels» 18:45 uur (UTC) | IJsland | 0 – 1                 | Portugal | Laugardalsvöllur, Reykjavik Toeschouwers: 9.517 Scheidsrechter: Daniel Siebert (GER) Video-assistent: Bastian Dankert (GER) |
| 20 juni EK-kwalificatie Groep J № 532 «onderlinge duels» 18:45 uur (UTC) |         | 89' Cristiano Ronaldo |          | Laugardalsvöllur, Reykjavik Toeschouwers: 9.517 Scheidsrechter: Daniel Siebert (GER) Video-assistent: Bastian Dankert (GER) |

|                                                                                |                                                                     |       |                      | |
| 8 september EK-kwalificatie Groep J № 533 «onderlinge duels» 20:45 uur (UTC+2) | Luxemburg                                                           | 3 – 1 | IJsland              | Stade de Luxembourg, Luxemburg Toeschouwers: 7.427 Scheidsrechter: Goga Kikatsjeisjvili (GEO) Video-assistent: Ziv Adler (ISR) |
| 8 september EK-kwalificatie Groep J № 533 «onderlinge duels» 20:45 uur (UTC+2) | Maxime Chanot 9' (pen.) Yvandro Borges Sanches 70' Danel Sinani 89' |       | 88' Hákon Haraldsson | Stade de Luxembourg, Luxemburg Toeschouwers: 7.427 Scheidsrechter: Goga Kikatsjeisjvili (GEO) Video-assistent: Ziv Adler (ISR) |

|                                                                               |                          |       |                | |
| 11 september EK-kwalificatie Groep J № 534 «onderlinge duels» 18:45 uur (UTC) | IJsland                  | 1 – 0 | Bosnië en Her. | Laugardalsvöllur, Reykjavik Toeschouwers: 5.229 Scheidsrechter: Erik Lambrechts (BEL) Video-assistent: Bram Van Driessche (BEL) |
| 11 september EK-kwalificatie Groep J № 534 «onderlinge duels» 18:45 uur (UTC) | Alfreð Finnbogason 90+1' |       |                | Laugardalsvöllur, Reykjavik Toeschouwers: 5.229 Scheidsrechter: Erik Lambrechts (BEL) Video-assistent: Bram Van Driessche (BEL) |

|                                                                             |                    |       |                      | |
| 13 oktober EK-kwalificatie Groep J № 535 «onderlinge duels» 18:45 uur (UTC) | IJsland            | 1 – 1 | Luxemburg            | Laugardalsvöllur, Reykjavik Toeschouwers: 4.568 Scheidsrechter: Sebastian Gishamer (AUT) Video-assistent: Manuel Schüttengruber (AUT) |
| 13 oktober EK-kwalificatie Groep J № 535 «onderlinge duels» 18:45 uur (UTC) | Orri Óskarsson 23' |       | 46' Gerson Rodrigues | Laugardalsvöllur, Reykjavik Toeschouwers: 4.568 Scheidsrechter: Sebastian Gishamer (AUT) Video-assistent: Manuel Schüttengruber (AUT) |

|                                                                             |                                                                                              |       |               | |
| 16 oktober EK-kwalificatie Groep J № 536 «onderlinge duels» 18:45 uur (UTC) | IJsland                                                                                      | 4 – 0 | Liechtenstein | Laugardalsvöllur, Reykjavik Toeschouwers: 4.317 Scheidsrechter: Abdulkadir Bitigen (TUR) Video-assistent: Christian Dingert (GER) |
| 16 oktober EK-kwalificatie Groep J № 536 «onderlinge duels» 18:45 uur (UTC) | Gylfi Sigurðsson 22' (pen.) Alfreð Finnbogason 44' Gylfi Sigurðsson 49' Hákon Haraldsson 63' |       |               | Laugardalsvöllur, Reykjavik Toeschouwers: 4.317 Scheidsrechter: Abdulkadir Bitigen (TUR) Video-assistent: Christian Dingert (GER) |

|                                                                                |                                                                              |       |                                         | |
| 16 november EK-kwalificatie Groep J № 537 «onderlinge duels» 20:45 uur (UTC+1) | Slowakije                                                                    | 4 – 2 | IJsland                                 | Národný futbalový štadión, Bratislava Toeschouwers: 21.548 Scheidsrechter: Craig Pawson (ENG) Video-assistent: Chris Kavanagh (ENG) |
| 16 november EK-kwalificatie Groep J № 537 «onderlinge duels» 20:45 uur (UTC+1) | Juraj Kucka 30' Ondrej Duda 36' (pen.) Lukáš Haraslín 47' Lukáš Haraslín 55' |       | 17' Orri Óskarsson 74' Andri Guðjohnsen | Národný futbalový štadión, Bratislava Toeschouwers: 21.548 Scheidsrechter: Craig Pawson (ENG) Video-assistent: Chris Kavanagh (ENG) |

|                                                                              |                                       |       |         | |
| 19 november EK-kwalificatie Groep J № 538 «onderlinge duels» 19:45 uur (UTC) | Portugal                              | 2 – 0 | IJsland | Estádio José Alvalade, Lissabon Toeschouwers: 45.655 Scheidsrechter: Anastasios Papapetrou (GRE) Video-assistent: Aristotelis Diamantopoulos (GRE) |
| 19 november EK-kwalificatie Groep J № 538 «onderlinge duels» 19:45 uur (UTC) | Bruno Fernandes 37' Ricardo Horta 66' |       |         | Estádio José Alvalade, Lissabon Toeschouwers: 45.655 Scheidsrechter: Anastasios Papapetrou (GRE) Video-assistent: Aristotelis Diamantopoulos (GRE) |

### 2024
|                                                                         |           |                      |         |                                                                                           |
| 13 januari Vriendschappelijk № 539 «onderlinge duels» 19:00 uur (UTC−5) | Guatemala | 0 – 1                | IJsland | DRV PNK Stadium, Fort Lauderdale Toeschouwers: 4.000 Scheidsrechter: Rubiel Vazquez (USA) |
| 13 januari Vriendschappelijk № 539 «onderlinge duels» 19:00 uur (UTC−5) |           | 79' Ísak Þorvaldsson |         | DRV PNK Stadium, Fort Lauderdale Toeschouwers: 4.000 Scheidsrechter: Rubiel Vazquez (USA) |

|                                                                         |          |                                                       |         |                                                                                          |
| 17 januari Vriendschappelijk № 540 «onderlinge duels» 20:00 uur (UTC−5) | Honduras | 0 – 2                                                 | IJsland | DRV PNK Stadium, Fort Lauderdale Toeschouwers: 7.000 Scheidsrechter: Natalie Simon (USA) |
| 17 januari Vriendschappelijk № 540 «onderlinge duels» 20:00 uur (UTC−5) |          | 48' (pen.) Brynjólfur Willumsson 58' Andri Guðjohnsen |         | DRV PNK Stadium, Fort Lauderdale Toeschouwers: 7.000 Scheidsrechter: Natalie Simon (USA) |

|                                                                              |                        |       |                                                                                                 | |
| 21 maart EK-kwalificatie Play-off № 541 «onderlinge duels» 20:45 uur (UTC+1) | Israël                 | 1 – 4 | IJsland                                                                                         | Szusza Ferencstadion, Boedapest (Hongarije) Toeschouwers: 1.226 Scheidsrechter: Anthony Taylor (ENG) Video-assistent: Stuart Attwell (ENG) |
| 21 maart EK-kwalificatie Play-off № 541 «onderlinge duels» 20:45 uur (UTC+1) | Eran Zahavi 31' (pen.) |       | 39' Albert Guðmundsson 42' Arnór Ingvi Traustason 83' Albert Guðmundsson 87' Albert Guðmundsson | Szusza Ferencstadion, Boedapest (Hongarije) Toeschouwers: 1.226 Scheidsrechter: Anthony Taylor (ENG) Video-assistent: Stuart Attwell (ENG) |

|                                                                              |                                           |       |                        | |
| 26 maart EK-kwalificatie Play-off № 542 «onderlinge duels» 20:45 uur (UTC+1) | Oekraïne                                  | 2 – 1 | IJsland                | Stadion Miejski, Wrocław (Polen) Toeschouwers: 29.310 Scheidsrechter: Clément Turpin (FRA) Video-assistent: Jérôme Brisard (FRA) |
| 26 maart EK-kwalificatie Play-off № 542 «onderlinge duels» 20:45 uur (UTC+1) | Viktor Tsyhankov 54' Mychajlo Moedryk 84' |       | 30' Albert Guðmundsson | Stadion Miejski, Wrocław (Polen) Toeschouwers: 29.310 Scheidsrechter: Clément Turpin (FRA) Video-assistent: Jérôme Brisard (FRA) |

|                                                                     |          |                      |         | |
| 7 juni Vriendschappelijk № 543 «onderlinge duels» 19:45 uur (UTC+1) | Engeland | 0 – 1                | IJsland | Wembley Stadium, Londen Toeschouwers: 81.410 Scheidsrechter: Davide Massa (ITA) Video-assistent: Michael Fabbri (ITA) |
| 7 juni Vriendschappelijk № 543 «onderlinge duels» 19:45 uur (UTC+1) |          | 12' Jón Þorsteinsson |         | Wembley Stadium, Londen Toeschouwers: 81.410 Scheidsrechter: Davide Massa (ITA) Video-assistent: Michael Fabbri (ITA) |

|                                                                      |                                                                           |       |         | |
| 10 juni Vriendschappelijk № 544 «onderlinge duels» 20:45 uur (UTC+2) | Nederland                                                                 | 4 – 0 | IJsland | Stadion Feijenoord, Rotterdam Toeschouwers: 42.000 Scheidsrechter: Evangelos Manouchos (GRE) Video-assistent: Angelos Evangelou (GRE) |
| 10 juni Vriendschappelijk № 544 «onderlinge duels» 20:45 uur (UTC+2) | Xavi Simons 23' Virgil van Dijk 49' Donyell Malen 79' Wout Weghorst 90+3' |       |         | Stadion Feijenoord, Rotterdam Toeschouwers: 42.000 Scheidsrechter: Evangelos Manouchos (GRE) Video-assistent: Angelos Evangelou (GRE) |

|                                                                                   |                                         |       |            | |
| 6 september UEFA Nations League Groep B4 № 545 «onderlinge duels» 18:45 uur (UTC) | IJsland                                 | 2 – 0 | Montenegro | Laugardalsvöllur, Reykjavik Toeschouwers: 4.683 Scheidsrechter: Willy Delajod (FRA) Video-assistent: Benoît Millot (FRA) |
| 6 september UEFA Nations League Groep B4 № 545 «onderlinge duels» 18:45 uur (UTC) | Orri Óskarsson 39' Jón Þorsteinsson 58' |       |            | Laugardalsvöllur, Reykjavik Toeschouwers: 4.683 Scheidsrechter: Willy Delajod (FRA) Video-assistent: Benoît Millot (FRA) |

|                                                                                     |                                                               |       |                    | |
| 9 september UEFA Nations League Groep B4 № 546 «onderlinge duels» 21:45 uur (UTC+3) | Turkije                                                       | 3 – 1 | IJsland            | Gürsel Akselstadion, İzmir Toeschouwers: 16.167 Scheidsrechter: Enea Jorgji (ALB) Video-assistent: Luca Pairetto (ITA) |
| 9 september UEFA Nations League Groep B4 № 546 «onderlinge duels» 21:45 uur (UTC+3) | Kerem Aktürkoğlu 2' Kerem Aktürkoğlu 52' Kerem Aktürkoğlu 88' |       | 37' Victor Pálsson | Gürsel Akselstadion, İzmir Toeschouwers: 16.167 Scheidsrechter: Enea Jorgji (ALB) Video-assistent: Luca Pairetto (ITA) |

|                                                                                  |                                         |       |                                      | |
| 11 oktober UEFA Nations League Groep B4 № 547 «onderlinge duels» 18:45 uur (UTC) | IJsland                                 | 2 – 2 | Wales                                | Laugardalsvöllur, Reykjavik Toeschouwers: 6.141 Scheidsrechter: Antoni Bandić (BIH) Video-assistent: Fran Jović (CRO) |
| 11 oktober UEFA Nations League Groep B4 № 547 «onderlinge duels» 18:45 uur (UTC) | Logi Tómasson 69' Danny Ward 72' (e.d.) |       | 11' Brennan Johnson 29' Harry Wilson | Laugardalsvöllur, Reykjavik Toeschouwers: 6.141 Scheidsrechter: Antoni Bandić (BIH) Video-assistent: Fran Jović (CRO) |

|                                                                                  |                                        |       |                                                                                         | |
| 14 oktober UEFA Nations League Groep B4 № 548 «onderlinge duels» 18:45 uur (UTC) | IJsland                                | 2 – 4 | Turkije                                                                                 | Laugardalsvöllur, Reykjavik Toeschouwers: 5.260 Scheidsrechter: Damian Sylwestrzak (POL) Video-assistent: Paweł Malec (POL) |
| 14 oktober UEFA Nations League Groep B4 № 548 «onderlinge duels» 18:45 uur (UTC) | Orri Óskarsson 3' Andri Guðjohnsen 83' |       | 62' İrfan Can Kahveci 67' (pen.) Hakan Çalhanoğlu 88' Arda Güler 90+5' Kerem Aktürkoğlu | Laugardalsvöllur, Reykjavik Toeschouwers: 5.260 Scheidsrechter: Damian Sylwestrzak (POL) Video-assistent: Paweł Malec (POL) |

|                                                                                     |            |                                                  |         | |
| 16 november UEFA Nations League Groep B4 № 549 «onderlinge duels» 18:00 uur (UTC+1) | Montenegro | 0 – 2                                            | IJsland | Stadion Gradski, Nikšić Toeschouwers: 2.354 Scheidsrechter: Sven Jablonski (GER) Video-assistent: Sascha Stegemann (GER) |
| 16 november UEFA Nations League Groep B4 № 549 «onderlinge duels» 18:00 uur (UTC+1) |            | 74' Orri Óskarsson 89' Ísak Bergmann Jóhannesson |         | Stadion Gradski, Nikšić Toeschouwers: 2.354 Scheidsrechter: Sven Jablonski (GER) Video-assistent: Sascha Stegemann (GER) |

|                                                                                   |                                                                        |       |                     | |
| 19 november UEFA Nations League Groep B4 № 550 «onderlinge duels» 19:45 uur (UTC) | Wales                                                                  | 4 – 1 | IJsland             | Cardiff City Stadium, Cardiff Toeschouwers: 28.240 Scheidsrechter: António Nobre (POR) Video-assistent: Fábio Melo (POR) |
| 19 november UEFA Nations League Groep B4 № 550 «onderlinge duels» 19:45 uur (UTC) | Liam Cullen 32' Liam Cullen 45+1' Brennan Johnson 65' Harry Wilson 79' |       | 8' Andri Guðjohnsen | Cardiff City Stadium, Cardiff Toeschouwers: 28.240 Scheidsrechter: António Nobre (POR) Video-assistent: Fábio Melo (POR) |

### 2025
|                                                                                   |                                          |       |                    | |
| 20 maart UEFA Nations League Play-offs № 551 «onderlinge duels» 20:45 uur (UTC+1) | Kosovo                                   | 2 – 1 | IJsland            | Fadil Vokrristadion, Pristina Toeschouwers: 12.857 Scheidsrechter: Serdar Gözübüyük (NED) Video-assistent: Clay Ruperti (NED) |
| 20 maart UEFA Nations League Play-offs № 551 «onderlinge duels» 20:45 uur (UTC+1) | Lumbardh Dellova 19' Elvis Rexhbeçaj 58' |       | 22' Orri Óskarsson | Fadil Vokrristadion, Pristina Toeschouwers: 12.857 Scheidsrechter: Serdar Gözübüyük (NED) Video-assistent: Clay Ruperti (NED) |

|                                                                                   |                   |       |                                                      | |
| 23 maart UEFA Nations League Play-offs № 552 «onderlinge duels» 18:00 uur (UTC+1) | IJsland           | 1 – 3 | Kosovo                                               | Estadio Enrique Roca de Murcia, Murcia (Spanje) Toeschouwers: 1.553 Scheidsrechter: Jesús Gil Manzano (ESP) Video-assistent: Carlos del Cerro Grande (ESP) |
| 23 maart UEFA Nations League Play-offs № 552 «onderlinge duels» 18:00 uur (UTC+1) | Orri Óskarsson 2' |       | 35' Vedat Muriqi 45+3' Vedat Muriqi 79' Vedat Muriqi | Estadio Enrique Roca de Murcia, Murcia (Spanje) Toeschouwers: 1.553 Scheidsrechter: Jesús Gil Manzano (ESP) Video-assistent: Carlos del Cerro Grande (ESP) |

|                                                                     |                  |       |                                                                  | |
| 6 juni Vriendschappelijk № 553 «onderlinge duels» 19:45 uur (UTC+1) | Schotland        | 1 – 3 | IJsland                                                          | Hampden Park, Glasgow Toeschouwers: 32.797 Scheidsrechter: Granit Maqedonci (SWE) Video-assistent: Andy Madley (ENG) |
| 6 juni Vriendschappelijk № 553 «onderlinge duels» 19:45 uur (UTC+1) | John Souttar 25' |       | 8' Andri Guðjohnsen 45' (e.d.) Lewis Ferguson 52' Victor Pálsson | Hampden Park, Glasgow Toeschouwers: 32.797 Scheidsrechter: Granit Maqedonci (SWE) Video-assistent: Andy Madley (ENG) |

|                                                                      |               |   |         |                                                                   |
| 10 juni Vriendschappelijk № 554 «onderlinge duels» 19:45 uur (UTC+1) | Noord-Ierland | – | IJsland | Windsor Park, Belfast Toeschouwers: n.n.b. Scheidsrechter: n.n.b. |
| 10 juni Vriendschappelijk № 554 «onderlinge duels» 19:45 uur (UTC+1) |               |   |         | Windsor Park, Belfast Toeschouwers: n.n.b. Scheidsrechter: n.n.b. |

|                                                                              |         |   |              |                                                    |
| 5 september WK-kwalificatie Groep D № 555 «onderlinge duels» 18:45 uur (UTC) | IJsland | – | Azerbeidzjan | n.n.b. Toeschouwers: n.n.b. Scheidsrechter: n.n.b. |
| 5 september WK-kwalificatie Groep D № 555 «onderlinge duels» 18:45 uur (UTC) |         |   |              | n.n.b. Toeschouwers: n.n.b. Scheidsrechter: n.n.b. |

|                                                                                |           |   |         |                                                    |
| 9 september WK-kwalificatie Groep D № 556 «onderlinge duels» 20:45 uur (UTC+2) | Frankrijk | – | IJsland | n.n.b. Toeschouwers: n.n.b. Scheidsrechter: n.n.b. |
| 9 september WK-kwalificatie Groep D № 556 «onderlinge duels» 20:45 uur (UTC+2) |           |   |         | n.n.b. Toeschouwers: n.n.b. Scheidsrechter: n.n.b. |

|                                                                             |         |   |          |                                                    |
| 10 oktober WK-kwalificatie Groep D № 557 «onderlinge duels» 18:45 uur (UTC) | IJsland | – | Oekraïne | n.n.b. Toeschouwers: n.n.b. Scheidsrechter: n.n.b. |
| 10 oktober WK-kwalificatie Groep D № 557 «onderlinge duels» 18:45 uur (UTC) |         |   |          | n.n.b. Toeschouwers: n.n.b. Scheidsrechter: n.n.b. |

|                                                                             |         |   |           |                                                    |
| 13 oktober WK-kwalificatie Groep D № 558 «onderlinge duels» 18:45 uur (UTC) | IJsland | – | Frankrijk | n.n.b. Toeschouwers: n.n.b. Scheidsrechter: n.n.b. |
| 13 oktober WK-kwalificatie Groep D № 558 «onderlinge duels» 18:45 uur (UTC) |         |   |           | n.n.b. Toeschouwers: n.n.b. Scheidsrechter: n.n.b. |

|                                                                                |              |   |         |                                                    |
| 13 november WK-kwalificatie Groep D № 559 «onderlinge duels» 21:00 uur (UTC+4) | Azerbeidzjan | – | IJsland | n.n.b. Toeschouwers: n.n.b. Scheidsrechter: n.n.b. |
| 13 november WK-kwalificatie Groep D № 559 «onderlinge duels» 21:00 uur (UTC+4) |              |   |         | n.n.b. Toeschouwers: n.n.b. Scheidsrechter: n.n.b. |

|                                                                                |          |   |         |                                                    |
| 16 november WK-kwalificatie Groep D № 560 «onderlinge duels» 18:00 uur (UTC+1) | Oekraïne | – | IJsland | n.n.b. Toeschouwers: n.n.b. Scheidsrechter: n.n.b. |
| 16 november WK-kwalificatie Groep D № 560 «onderlinge duels» 18:00 uur (UTC+1) |          |   |         | n.n.b. Toeschouwers: n.n.b. Scheidsrechter: n.n.b. |

KSÍ · A-internationals · Bondscoaches · Statistieken · IJslands vrouwenelftal · Olympisch elftal · IJsland U21 · IJsland U20 · IJsland U19 · IJsland U18 · IJsland U17 · IJsland U16 · Vrouwen U17
1946 – 1949 · 1950 – 1959 · 1960 – 1969 · 1970 – 1979 · 1980 – 1989 · 1990 – 1999 · 2000 – 2009 · 2010 – 2019 · 2020 − 2029
EK 2016
WK 2018
1946 · 1947 · 1948 · 1949 · 1950 · 1951 · 1952 · 1953 · 1954 · 1955 · 1956 · 1957 · 1958 · 1959 · 1960 · 1961 · 1962 · 1963 · 1964 · 1965 · 1966 · 1967 · 1968 · 1969 · 1970 · 1971 · 1972 · 1973 · 1974 · 1975 · 1976 · 1977 · 1978 · 1979 · 1980 · 1981 · 1982 · 1983 · 1984 · 1985 · 1986 · 1987 · 1988 · 1989 · 1990 · 1991 · 1992 · 1993 · 1994 · 1995 · 1996 · 1997 · 1998 · 1999 · 2000 · 2001 · 2002 · 2003 · 2004 · 2005 · 2006 · 2007 · 2008 · 2009 · 2010 · 2011 · 2012 · 2013 · 2014 · 2015 · 2016 · 2017 · 2018 · 2019 · 2020 · 2021 · 2022 · 2023 · 2024
Albanië ·
Andorra ·
Argentinië ·
Armenië ·
Azerbeidzjan ·
Bahrein ·
België ·
Bermuda ·
Bolivia ·
Bosnië en Herzegovina ·
Brazilië ·
Bulgarije ·
Canada ·
Chili ·
China ·
Cyprus ·
Denemarken ·
DDR ·
Duitsland ·
El Salvador ·
Engeland ·
Estland ·
Faeröer ·
Finland ·
Frankrijk ·
Georgië ·
Ghana ·
Griekenland ·
Guatemala ·
Honduras ·
Hongarije ·
Ierland ·
India ·
Iran ·
Israël ·
Italië ·
Japan ·
Kazachstan ·
Koeweit ·
Kosovo ·
Kroatië ·
Letland ·
Liechtenstein ·
Litouwen ·
Luxemburg ·
Malta ·
Mexico ·
Moldavië ·
Montenegro ·
Nederland ·
Nigeria ·
Noord-Ierland ·
Noord-Macedonië ·
Noorwegen ·
Oeganda ·
Oekraïne ·
Oostenrijk ·
Peru · 
Polen ·
Portugal ·
Qatar ·
Roemenië ·
Rusland ·
San Marino ·
Saoedi-Arabië ·
Schotland ·
Slovenië ·
Slowakije ·
Sovjet-Unie ·
Spanje ·
Trinidad en Tobago ·
Tsjechië ·
Tsjecho-Slowakije ·
Tunesië ·
Turkije ·
Venezuela ·
Verenigde Arabische Emiraten ·
Verenigde Staten ·
Wales ·
Wit-Rusland ·
Zuid-Afrika ·
Zuid-Korea ·
Zweden ·
Zwitserland
Argentinië (2018) ·
Engeland (2016) · 
Hongarije (2016) ·
Kroatië (2018) ·
Nigeria (2018) · 
Portugal (2016)
CONMEBOL: Argentinië · Bolivia · Brazilië · Chili · Colombia · Ecuador · Paraguay · Peru · Uruguay · Venezuela

UEFA: Albanië · Andorra · Armenië · Azerbeidzjan · België · Bosnië en Herzegovina · Bulgarije · Cyprus · Denemarken · Duitsland · Engeland · Estland · Faeröer · Finland · Frankrijk · Georgië · Gibraltar · Griekenland · Hongarije · IJsland · Ierland · Israël · Italië · Kazachstan · Kosovo · Kroatië · Letland · Liechtenstein · Litouwen · Luxemburg · Malta · Moldavië · Montenegro · Nederland · Noord-Ierland · Noord-Macedonië · Noorwegen · Oekraïne · Oostenrijk · Polen · Portugal · Roemenië · Rusland · San Marino · Schotland · Servië · Slovenië · Slowakije · Spanje · Tsjechië · Turkije · Wales · Wit-Rusland · Zweden · Zwitserland

AFC: Australië · China · Irak · Iran · Japan · Libanon · Oezbekistan · Oman · Qatar · Saoedi-Arabië · Syrië · Verenigde Arabische Emiraten · Vietnam · Zuid-Korea

CAF: Algerije · Burkina Faso · Congo-Kinshasa · Egypte · Ghana · Ivoorkust · Kaapverdië · Kameroen · Mali · Marokko · Nigeria · Senegal · Tunesië · Zuid-Afrika

CONCACAF: Canada · Costa Rica · Curaçao · El Salvador · Honduras · Jamaica · Mexico · Panama · Suriname · Verenigde Staten

OFC: Nieuw-Zeeland